# 알파메가
알파메가(Alfamega)(본명:Cedric Zellars)는 미국의 랩가수이다. 또한 전 그랜드 허슬 레코드 소속이며, 캐피탈 레코드 소속이다.

## 범죄와 소속사 간의 불화
그는 미 마약수사국(DEA)의 중요 참고인 역할을 했음이 드러난 바 있는데, T.I는 이에 알파메가를 쫓아내 버리기로 했다. 미국의 송사 및 수사 기록 온라인 뉴스사이트인 더 스모킹 건(The Smoking Gun)은 알파메가가 헤로인 판매상에 대한 재판에서 DEA에게 도움을 주었다는 내용을 말해주는 서류를 배포했다.
T.I는 성명에서 "우리는 우리의 아티스트들과 고용인들에게 정직하기를 요구하고 과거에 대해서 공개적이기를 요구한다. 알파메가는 한 번도 나, 또는 그랜드 허슬에 이번 사태에 대해 말한 적이 없다. 그는 그의 과거에 대해 드러내지 않음으로써 우리를 속였다. 조직에 부정직하고 오도하는 행동을 보이는 사람을 위한 자리는 없다. 내가 항상 말해왔던 대로, 사람은 자신의 행동에 책임을 져야 한다. 우리 그랜드 허슬은 그의 실수에 대한 다른 사람들의 비난을 견뎌낼 수가 없다.
신이 그를 구해주시길 기도하지만, 앞으로 나, 혹은 내 회사가 그의 개인적, 혹은 사업적인 일에서 어떤 도움을 주는 일은 없을 것이다."라고 말했다.